# Hermann Stamm (Schulleiter)
Hermann Stamm (* 27. August 1940; † 23. Januar 2014 in Schwabach) war ein deutscher Schulleiter und Kommunalpolitiker der CSU.

## Werdegang
Er war von 1971 bis 1976 Referatsleiter im Kultusministerium und von 1976 bis 2005 Rektor der Staatlichen Realschule Schwabach. Bei Amtsbeginn war er der jüngste Schulleiter Bayerns. Er ging als dienstältester Direktor Bayerns in den Ruhestand.

## Politik
Von 1981 bis 1991 war er CSU-Kreisvorsitzender in Schwabach und bis 1986 Mitglied des mittelfränkischen Bezirkstages. Von 1984 bis 2014 war er Mitglied des Schwabacher Stadtrats, und von 1990 bis 2002 Bürgermeister und ein ehrenamtlicher Stellvertreter des Oberbürgermeisters.

## Ehrungen
2005 erhielt er den Bayerischen Staatspreis für Unterricht und Kultus.
Zu seinen Ehren wurde am 18. Dezember 2015 die Staatliche Realschule Schwabach, deren langjähriger Schulleiter er war, in Hermann-Stamm-Realschule umbenannt.